# Action européenne
Pour le parti politique moldave, voir Mouvement social et politique « Action européenne ».
L’Action européenne (Europäische Aktion) est un réseau européen d'extrême droite et négationniste ayant succédé, en 2008,, au Nouvel ordre européen (NOE). Son idéologue est le Suisse Gaston-Armand Amaudruz, secrétaire général et cofondateur du NOE. Son dirigeant officiel est le Suisse Bernhard Schaub.

## Idéologie
L'action européenne s'inscrit particulièrement dans les pays germanophones. L'objectif de cette mouvance est d'abolir l'euro et de dissoudre l'Union européenne tout en créant une confédération ayant pour but de restaurer les traditions européennes. Un point central de cette organisation est le racisme avec sa volonté de « rapatrier » les « immigrants non européens » et l'abolition des lois anti-racistes. Aussi, la mouvance souhaite l'abolition de l'Organisation du traité de l'Atlantique nord et le départ des troupes américaines . 

## Sièges
Son bureau central se trouve en Suisse, comme l'était d'ailleurs celui du Nouvel ordre européen. L'Action européenne a également ouvert des  « bureaux d'information » au Liechtenstein, en Allemagne, en Autriche, en Grande-Bretagne et en France. Son responsable en France est depuis janvier 2013 Pierre Vial, le dirigeant-fondateur de Terre et Peuple (T&P).

## Histoire
Le 20 janvier 2013, AE organise à Genève une conférence européenne à laquelle participent plusieurs responsables de mouvements identitaires européens directement liés à sa structure : les Français Pierre Vial et Jean Haudry (ancien professeur d'université et membre de la direction de T&P), l'Allemand Pierre Krebs (dirigeant du Thule-Seminar, un cercle idéologique racialiste), l'Espagnol Enrique Bisbal Rossel (de Tierra y Pueblo, la branche espagnole de T&P), l'Autrichien Hans Berger (responsable de l'Action européenne en Autriche) et le Suisse Bernhard Schaub (chef actuel de l'AE).
En février 2021, la justice autrichienne poursuit quatre anciens membres d'Action européenne pour avoir enfreint la loi visant à punir la refondation d'un parti national-socialiste et pour haute trahison. Deux accusés sont reconnus coupables pour le premier chef d'accusation et sont acquittés pour le second.

### Action paramilitaire
Le 22 juin 2017, une enquête policière menée notamment par la GSG 9 mène des perquisitions en Thuringe et en Basse-Saxe avec notamment la participation des lands de Bavière, du Bade-Wurtemberg, du Brandebourg et de la Hesse,. Les inculpations portent notamment sur des entraînements paramilitaires. Sont arrêtés des membres de plusieurs nationalités. Selon le parti politique de gauche Die Linke, qui réagit à la nouvelle, Europäische Aktion y est impliqué, ce qui est par la suite confirmé par les milieux policiers,. L'objectif de ces entraînements était de mettre en place des coups d'État dans divers pays européens. Cette enquête fait ressortir des liens entre l'organisation Action européenne et des politiciens allemands d'envergure comme, le chef du NPD de Thuringe, Thorsten Heise, qui aurait mis sa maison à disposition pour une réunion en 2013.

## Sources
- Alexandre Vick, « Les identitaires se réorganisent pour la survie de la « race blanche » », sur RésistanceS, 28 février 2013
- (de) Article sur l'AE sur la Brandenburgische Landeszentrale für politische Bildung (de)